# 752
Năm 752 là một năm trong lịch Julius.